# Mario Regueiro
Mario Ignacio Regueiro Pintos (Montevideo, Uruguay, 14 de septiembre de 1978) es un exfutbolista uruguayo. Su posición era Enganche y su último club fue el Millonarios de la Categoría Primera A de Colombia.

## Familia
Regueiro pasó por varias tragedias familiares. En 2011, Álvaro Costa (18 años) y Javier Regueiro (19 años), ambos sobrinos del jugador, fueron asesinados por un ajuste de cuentas. Luego mientras jugaba en Racing Club, la hija de su hermana murió en un accidente de tráfico, tras lo cual la mujer de 43 años decidió suicidarse.

## Trayectoria
Comenzó su carrera profesional en el Club Atlético Cerro y jugó luego para el Club Nacional de Football, entre 1998 y 2000.
Entró en la liga española en el año 2000 al Racing Santander, en el cual estuvo durante 5 años hasta que fue transferido al Valencia CF en el verano del 2005 por 1.2 millones de euros. 
Ha jugado algunos partidos con la camiseta de Uruguay, incluido el partido amistoso contra Inglaterra en Anfield (Liverpool).
En el año 2006, durante la pretemporada, el entrenador parecía no contar con él por lo que equipos como el Real Betis Balompié se interesaron por él, incluso se daba como moneda de cambio por Joaquín, pero al final se quedó en el Valencia CF donde apenas contó para el entrenador Quique Sánchez Flores durante la temporada 2006-07. 
Posteriormente recaló en calidad de cedido en el Real Murcia, equipo recién ascendido a la categoría rey del fútbol español, donde no tuvo mucho protagonismo, por lo que al término de la temporada 2007-08 volvió al Valencia. En la temporada siguiente se fijó en él el Aris Salónica de la Super Liga de Grecia, pero finalmente al finalizar la temporada 2008-2009 quedó libre y firmó nuevamente para el Club Nacional de Football. 
En las Eliminatorias para el Mundial de Sudáfrica 2010, Regueiro fue incluido en la Selección de Uruguay y utilizó la camiseta número 10. 
En 2010 llegó a un acuerdo con la dirigencia tricolor para la rescisión del contrato, por lo que quedó liberado para firmar con el argentino Lanús. Allí tuvo un gran debut, marcando dos goles en la victoria de su equipo en un encuentro amistoso contra Argentinos Juniors. En su segundo partido amistoso marcó otro gol contra Midland y en su tercero marcó contra Danubio. Hizo su debut oficial con los granates en la Primera División de Argentina contra Arsenal de Sarandí. En el Torneo Clausura 2011, Lanús terminó en segunda posición detrás de Vélez Sarsfield, quien lo superó por apenas un punto. 
En julio del 2013 fue fichado por Racing Club por dos años. En 2014 fue fichado por Defensor Sporting, donde jugó hasta agosto de ese año en el partido de ida de los violetas por la Copa Libertadores. Posteriormente firmó con su primer equipo, el Club Atlético Cerro, en donde jugó la temporada 2014-2015.

## Selección nacional

### Participaciones en Copas del Mundo
| Mundial                      | Sede          | Resultado    |
| ---------------------------- | ------------- | ------------ |
| Copa Mundial Juvenil de 1997 | Malasia       | Subcampeón   |
| Copa Mundial de 2002         | Corea y Japón | Primera fase |

## Clubes
| Club                 | País      | Año         |
| -------------------- | --------- | ----------- |
| Cerro                | Uruguay   | 1996-1997   |
| Nacional             | Uruguay   | 1997-2000   |
| Racing de Santander  | España    | 2000 - 2005 |
| Valencia             | España    | 2005 - 2007 |
| Real Murcia (cedido) | España    | 2007 - 2008 |
| Aris Salónica        | Grecia    | 2008 - 2009 |
| Nacional             | Uruguay   | 2009 - 2010 |
| Lanús                | Argentina | 2010 - 2013 |
| Racing Club          | Argentina | 2013        |
| Defensor Sporting    | Uruguay   | 2014        |
| Cerro                | Uruguay   | 2014 - 2015 |

## Estadísticas
Datos actualizados al fin de la carrera deportiva.
| Cerro · Uruguay |               |               |     |    |    |    |    |     |     |     |
| 1.ª | 1996          | 23            | 3   | -  | -  | -  | -  | 23  | 3   |     |
| 1.ª | 1997          | 21            | 4   | -  | -  | -  | -  | 21  | 4   |     |
| 1.ª | 2014-15       | 23            | 9   | -  | -  | -  | -  | 23  | 9   |     |
| Total club | Total club    | 67            | 16  | 0  | 0  | 0  | 0  | 67  | 16  |     |
| Nacional · Uruguay |               |               |     |    |    |    |    |     |     |     |
| 1.ª | 1998          | 20            | 1   | -  | -  | 12 | 3  | 32  | 4   |     |
| 1.ª | 1999          | 23            | 12  | -  | -  | 11 | 0  | 34  | 12  |     |
| 1.ª | 2000          | 20            | 5   | -  | -  | 8  | 2  | 28  | 7   |     |
| 1.ª | 2009-10       | 22            | 6   | -  | -  | 8  | 5  | 30  | 11  |     |
| Total club | Total club    | 85            | 24  | 0  | 0  | 39 | 10 | 124 | 34  |     |
| Real Racing · España |               |               |     |    |    |    |    |     |     |     |
| 1.ª | 2000-01       | 17            | 4   | 1  | 0  | -  | -  | 18  | 4   |     |
| 2.ª | 2001-02       | 27            | 1   | -  | -  | -  | -  | 27  | 1   |     |
| 1.ª | 2002-03       | 32            | 5   | 1  | 1  | -  | -  | 33  | 6   |     |
| 1.ª | 2003-04       | 33            | 4   | 2  | 0  | 1  | 0  | 36  | 4   |     |
| 1.ª | 2004-05       | 32            | 8   | 1  | 0  | -  | -  | 33  | 8   |     |
| Total club | Total club    | 124           | 22  | 5  | 1  | 1  | 0  | 130 | 23  |     |
| Valencia · España |               |               |     |    |    |    |    |     |     |     |
| 1.ª | 2005-06       | 24            | 2   | 4  | 2  | -  | -  | 28  | 2   |     |
| 1.ª | 2006-07       | 6             | 0   | 2  | 0  | 6  | 0  | 14  | 0   |     |
| Total club | Total club    | 30            | 2   | 6  | 2  | 6  | 0  | 42  | 2   |     |
| Real Murcia · España |               |               |     |    |    |    |    |     |     |     |
| 1.ª | 2007-08       | 23            | 1   | -  | -  | -  | -  | 23  | 1   |     |
| Total club | Total club    | 23            | 1   | 0  | 0  | 0  | 0  | 23  | 1   |     |
| Aris Salónica · Grecia |               |               |     |    |    |    |    |     |     |     |
| 1.ª | 2008-09       | 23            | 3   | -  | -  | 2  | 0  | 25  | 3   |     |
| Total club | Total club    | 23            | 3   | 0  | 0  | 2  | 0  | 25  | 3   |     |
| Lanús Argentina |               |               |     |    |    |    |    |     |     |     |
| 1.ª | A-2010        | 16            | 4   | -  | -  | -  | -  | 16  | 4   |     |
| 1.ª | C-2011        | 16            | 4   | -  | -  | -  | -  | 16  | 4   |     |
| 1.ª | A-2011        | 18            | 6   | -  | -  | 2  | 0  | 20  | 6   |     |
| 1.ª | C-2012        | 13            | 4   | -  | -  | 7  | 4  | 20  | 8   |     |
| 1.ª | I-2012        | 15            | 3   | -  | -  | 3  | 0  | 47  | 3   |     |
| 1.ª | F-2013        | 18            | 3   | 1  | 0  | -  | -  | 19  | 3   |     |
| Total club | Total club    | 96            | 24  | 1  | 0  | 12 | 4  | 109 | 28  |     |
| Racing Club Argentina |               |               |     |    |    |    |    |     |     |     |
| 1.ª | I-2013        | 8             | 0   | -  | -  | 1  | 0  | 9   | 0   |     |
| Total club | Total club    | 8             | 0   | 0  | 0  | 1  | 0  | 9   | 0   |     |
| Defensor · Uruguay |               |               |     |    |    |    |    |     |     |     |
| 1.ª | 2013-14       | 4             | 1   | -  | -  | 1  | 0  | 5   | 1   |     |
| Total club | Total club    | 4             | 1   | 0  | 0  | 1  | 0  | 5   | 1   |     |
| Total carrera | Total carrera | Total carrera | 460 | 93 | 12 | 3  | 62 | 14  | 534 | 110 |
| (1) Incluye datos de la Copa del Rey (2000-01, 2002-03, 2003-04, 2004-05, 2005-06, 2006-07); Copa Argentina (2012-13). (2) Incluye datos de la Copa Libertadores (1998, 1999, 2000, 2010, 2012, 2014); Copa Mercosur (1998, 1999); Copa Intertoto de la UEFA (2003); Liga de Campeones de la UEFA (2006-07); Copa Sudamericana (2011, 2013). (3) No se consideran goles en encuentros amistosos. |               |               |     |    |    |    |    |     |     |     |

## Palmarés

### Campeonatos nacionales
| Título              | Club     | País    | Año       |
| ------------------- | -------- | ------- | --------- |
| Torneo Apertura     | Nacional | Uruguay | 1998      |
| Torneo Clausura     | Nacional | Uruguay | 1998      |
| Campeonato Uruguayo | Nacional | Uruguay | 1998      |
| Torneo Apertura     | Nacional | Uruguay | 1999      |
| Liguilla            | Nacional | Uruguay | 1999      |
| Torneo Apertura     | Nacional | Uruguay | 2000      |
| Campeonato Uruguayo | Nacional | Uruguay | 2000      |
| Torneo Apertura     | Nacional | Uruguay | 2009-2010 |